# Taratihi (Ort)
Taratihi (Tara Tihi) ist ein osttimoresischer Ort im Suco Seloi Malere (Verwaltungsamt Aileu, Gemeinde Aileu).

## Geographie und Einrichtungen
Das Dorf Taratihi liegt im Süden der Aldeia Taratihi. Eine Straße verbindet das Dorf mit dem Nachbarort Maurusa im Westen und einer Siedlung an der Grenze der Aldeia zum Suco Liurai. Südlich vom Dorf Taratihi fließt der Kuralalan, der in den östlich verlaufenden Rio Liurai mündet. Die Flüsse gehören zum System des Nördlichen Laclós. Taratihi liegt in einem Tal, das der Kuralalan bildet, auf einer Meereshöhe von 985 m, umrahmt von Hügeln und Bergen, die über 1000 m reichen.
Im Dorf Taratihi befindet sich der Sitz der gleichnamigen Aldeia. Die nächstgelegene Grundschule steht einen halben Kilometer entfernt im Nachbardorf Maurusa.